# Helheim (Album)
Helheim ist das fünfte Studioalbum der deutschen Dark Metal und NDH-Band Erdling. Es erschien am 3. Dezember 2021 auf dem Label Out of Line und wurde von Rough Trade Distribution vertrieben.

## Geschichte
Nach der Veröffentlichung von Yggdrasil und der dazugehörigen Tour widmete sich Neill Freiwald verstärkt der Live-Streaming-Plattform Twitch, auf der er unter anderen Interviews mit anderen Musikern führte. Darüber stellte er Kontakt zu Julie Elven her. Am 8. Juni 2021 erschien die Single Fimbulwinter. In dem Lied erhält die Band gesangliche Unterstützung von Julie Elven. Am selben Tag erschien auf YouTube das dazugehörige Musikvideo, in dem Elven ebenfalls zu sehen ist. Am 4. November 2021 erschien die EP Leuchtfeuer, die die Lieder Leuchtfeuer, Götterdämmerung, Rabenherz und Fimbulwinter enthielt. Am 3. Dezember 2021 erschien das Album Helheim in Deutschland, am selben Tag wurde auf YouTube das Musikvideo zum Lied Der Mensch verdient die Erde nicht veröffentlicht. Einige Wochen später trennte sich die Band von Gitarrist Neno Knuckle; Max Nash und Valeria Ereth sprangen als neue Gitarristen ein.
Im März 2022 sollte mit Soulbound als Vorband die Helheim-Tour starten, aufgrund der COVID-19-Pandemie aber auf April 2023 verschoben. Die Tour begann schließlich am 28. April 2023 in der Sumpfblume in Hameln, zeitgleich mit der Veröffentlichung des Albums Bestia.

## Allgemeines

### Versionen
Das Album Helheim wurde am 3. Dezember 2021 in Deutschland veröffentlicht und erschien als CD, Deluxe-Ausgabe (enthält eine zusätzliche CD mit sieben Akustik-Versionen) und MP3-Download.

### Illustration
Das Cover zeigt eine Frau in einem schwarzen Umhang. Auf ihrer Kapuze sprießen Äste heraus, die an den Weltenbaum Yggdrasil erinnern. Im Hintergrund sind Bäume und Felsen zu sehen. Hat die Frau ein menschliches Gesicht, ist der restliche, sichtbare Körper als Skelett dargestellt. Vor ihr befindet sich eine schwarz-rote Kugel. Neben der Frau sind Rabenvögel, neben der Kugel mehrere Personen in der gleichen Kapuze zu sehen. Auf der Kugel befindet sich der Bandname, darunter der Albumtitel.

## Titelliste
| #  | Titel                              | Länge |
| -- | ---------------------------------- | ----- |
| 1  | Rabenherz                          | 3:12  |
| 2  | Götterdämmerung                    | 3:44  |
| 3  | Der Mensch verdient die Erde nicht | 3:10  |
| 4  | Leuchtfeuer                        | 3:43  |
| 5  | Fimbulwinter ft. Julie Elven       | 4:22  |
| 6  | Vogelfrei                          | 2:57  |
| 7  | Es zerfällt (Interlude)            | 0:23  |
| 8  | Weißglut                           | 3:08  |
| 9  | Helheim                            | 4:31  |
| 10 | Das Ritual                         | 3:55  |
| 11 | Baum der Welt                      | 3:50  |

| # | Titel                             | Länge |
| - | --------------------------------- | ----- |
| 1 | Firmament-Akustik Version         | 4:09  |
| 2 | Am heiligen Hain-Akustik Version  | 4:15  |
| 3 | Phoenix-Akustik Version           | 3:36  |
| 4 | Frei wie der Wind-Akustik Version | 4:23  |
| 5 | Götterdämmerung-Akustik Version   | 3:34  |
| 6 | Helheim-Akustik Version           | 3:42  |
| 7 | Leuchtfeuer-Akustik Version       | 3:28  |

## Charterfolge
Das Album erreichte Platz 66 der deutschen Albumcharts und hielt diese Position für eine Woche.

## Rezeption
Heidi Skrobanski  für Metal Hammer erkennt Ähnlichkeit zur Musik von Unheilig.

„Auch wenn es gesanglich mitunter an Unheilig erinnert, ist der Inhalt wirklich schön geschrieben. Überdies gibt die Zusammenarbeit mit Vokalistin Julie Elven bei ‘Fimbulwinter’ einiges her und fügt sich angenehm in den Gehörgang. Dies könnte theoretisch auch mit dem finalen Stück ‘Das Ritual’ gelingen, da es sich klanglich sehr vom Rest abhebt. Doch der arg präsente Sprechgesang übertönt die stimmungsvoll-traditionellen Klänge leider zu sehr. Irgendwie schwingt während des gesamten Albums ein gewisses Unbehagen mit. Schwer vorstellbar, dass die Asen und Krieger zu diesen Klängen in Walhall ihre Feste begehen – die Fan-Gemeinde jedoch ganz sicher.“

Marco Gräff für Hellfire Magazin befindet das Album als gut und gibt 7,5 von 10 möglichen Punkten.

„Im Gesamten fand ich “Yggdrasil” vor knapp zwei Jahren besser. Hier finden sich die besseren Einzelsongs. Gerade der Titelsong fällt bei mir auf Grund der Nähe zu ‘Unheilig’ durch. Klingt mir zu sehr auf Radio getrimmt. Dafür ist die Schlussnummer Das Ritual wieder etwas ganz besonderes. Neu und ungewohnt. Lohnt. Die ERDLING Fans werden jedenfalls das ganze Album lieben. Ganz sicher.“

Alex D. für Time for Metal sieht Parallelen zu Unzucht und vergibt 9 von 10 Punkten.

„Ich bin von diesem Album wirklich begeistert. Es war, als würde die Band mir einen Film aus Musik vorführen, der in meinem Gehirn zu Bildern wird. Laut aufgedreht hat es eine enorme Kraft, die mitreißt. Ich glaube, mit diesem Album kann man sich sowohl zurücklehnen und mitnehmen lassen, als auch vor der Bühne richtig abfeiern. Vom Anfang bis zum Ende alles super platziert. Selbst das letzte Stück, das mich nicht so gepackt hat, passt einfach dorthin. Ich habe weder den Postboten noch diverse WhatsApp-Nachrichten bemerkt und das will schon was heißen. Für die kurze Spaßbremse kurz vor Schluss ziehe ich einen Punkt ab, aber ansonsten volle Empfehlung!“

„Fazit: Ein bisschen hin und hergerissen ist man nach dem Hören von HELHEIM allemal. Das macht wirklich Spaß und man hat absolut kein Bedürfnis, einen Song zu skippen. Neue Eindrücke überschlagen sich und ein Highlight jagt das nächste. Vielleicht ist das auch der Grund, warum kein Song wirklich im Kopf bleibt. Die Titel sind zu schnelllebig, um nachhaltig zu wirken. So hat man aber bei jedem Hören aufs Neue das Gefühl, von einem großartigen Song überrascht und überrollt zu werden. Außerdem passt diese Schnelllebigkeit perfekt ins aktuelle Zeitgeschehen. Vielleicht brauch ich aber auch einfach noch zehn bis zwölf Durch- läufe mehr, damit die Titel eingängig wirken können, bei einem so gelungenen Album hört man aber gerne mehrmals hin.“

## Leuchtfeuer
Am 4. November 2021 erschien die EP Leuchtfeuer, die die Singles Leuchtfeuer, Götterdämmerung, Rabenherz und Fimbulwinter enthielt. Das Cover der EP stellt einen schwarzen Anker, der am oberen Ende in ein Leuchtfeuer übergeht. Er befindet sich auf einem hellblauen Hintergrund. Im Gegensatz zu den Albumcovern fehlen sowohl Titel als auch Bandname.
| # | Titel                        | Länge |
| - | ---------------------------- | ----- |
| 1 | Leuchtfeuer                  | 3:43  |
| 2 | Götterdämmerung              | 3:44  |
| 3 | Rabenherz                    | 3:12  |
| 4 | Fimbulwinter ft. Julie Elven | 4:22  |

Zum Lied Leuchtfeuer sagte Freiwald einst, es „ist meine persönliche Klage an den Umstand, nie wirklich „anzukommen“ und die Äußerung der Sehnsucht nach eben einem Leuchtfeuer, einem Orientierungspunkt. Im Laufe meines Lebens war ich immer rastlos, auf der Suche und nie lange an einem Ort. Das Leben ist manchmal eben eine Art Ozean, der einen tragen aber auch gefährlich werden kann. Und die Lehre daraus ist, dass man oft ohne Schwimmhilfe, ohne Boot oder ohne Leuchtfeuer ewig dahintreiben wird, bis es einen in die Tiefe reißt. Mir bedeutet dieser Song auf dem Album besonders viel und musikalisch ist er ein kleiner Ausflug in andere Metal-Gefilde, die nur normalerweise nicht in das Klangbild von Erdling passen würden.“ Er bezeichnete das Lied als seinen persönlichen Lieblingssong auf dem Album Helheim.